# Symphyotrichum gravesii
Symphyotrichum gravesii là một loài thực vật có hoa trong họ Cúc. Loài này được (E.S.Burgess ex Burgess) G.L.Nesom miêu tả khoa học đầu tiên.